# Görögország turizmusa

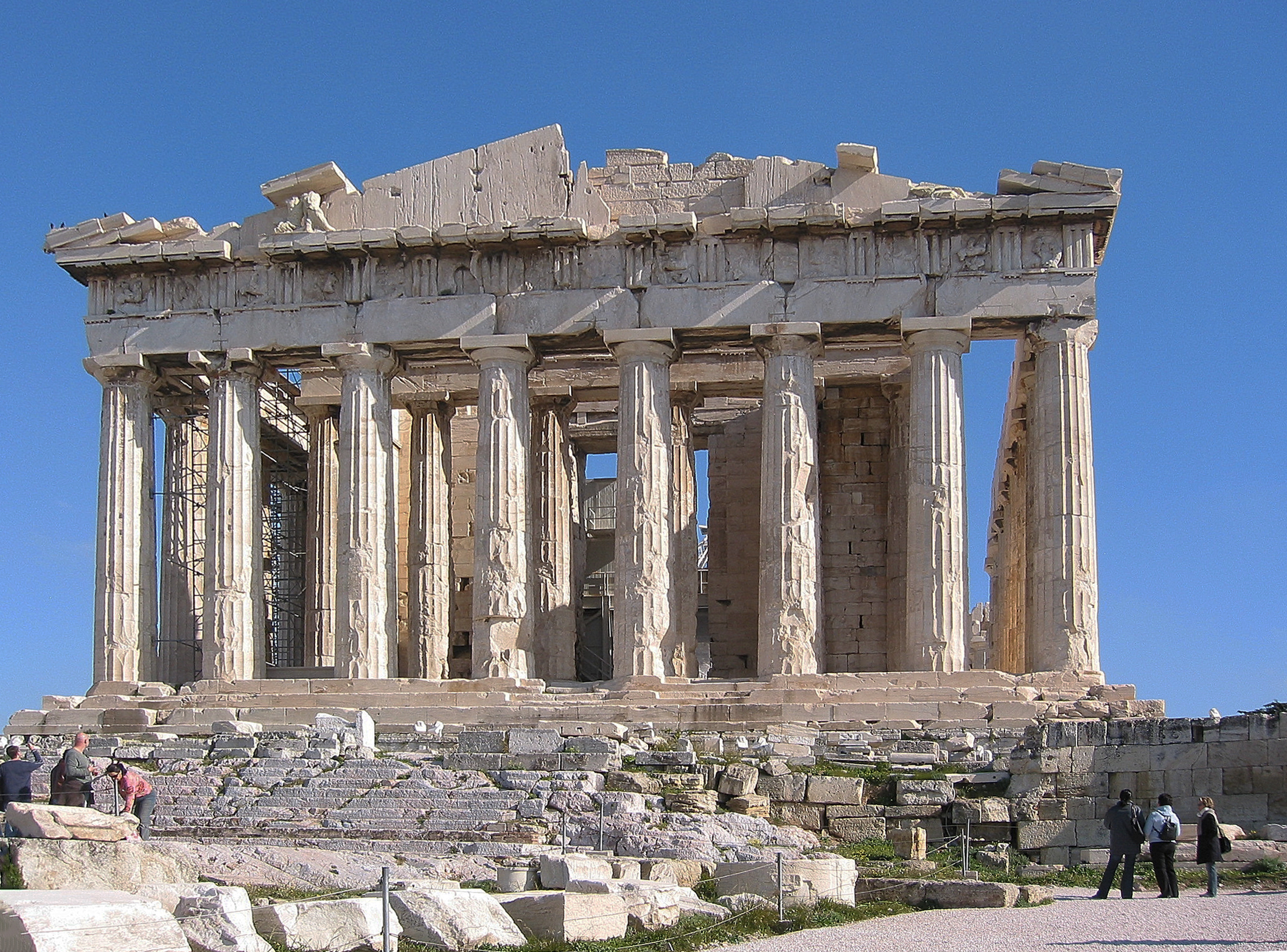
A Parthenón Athénban

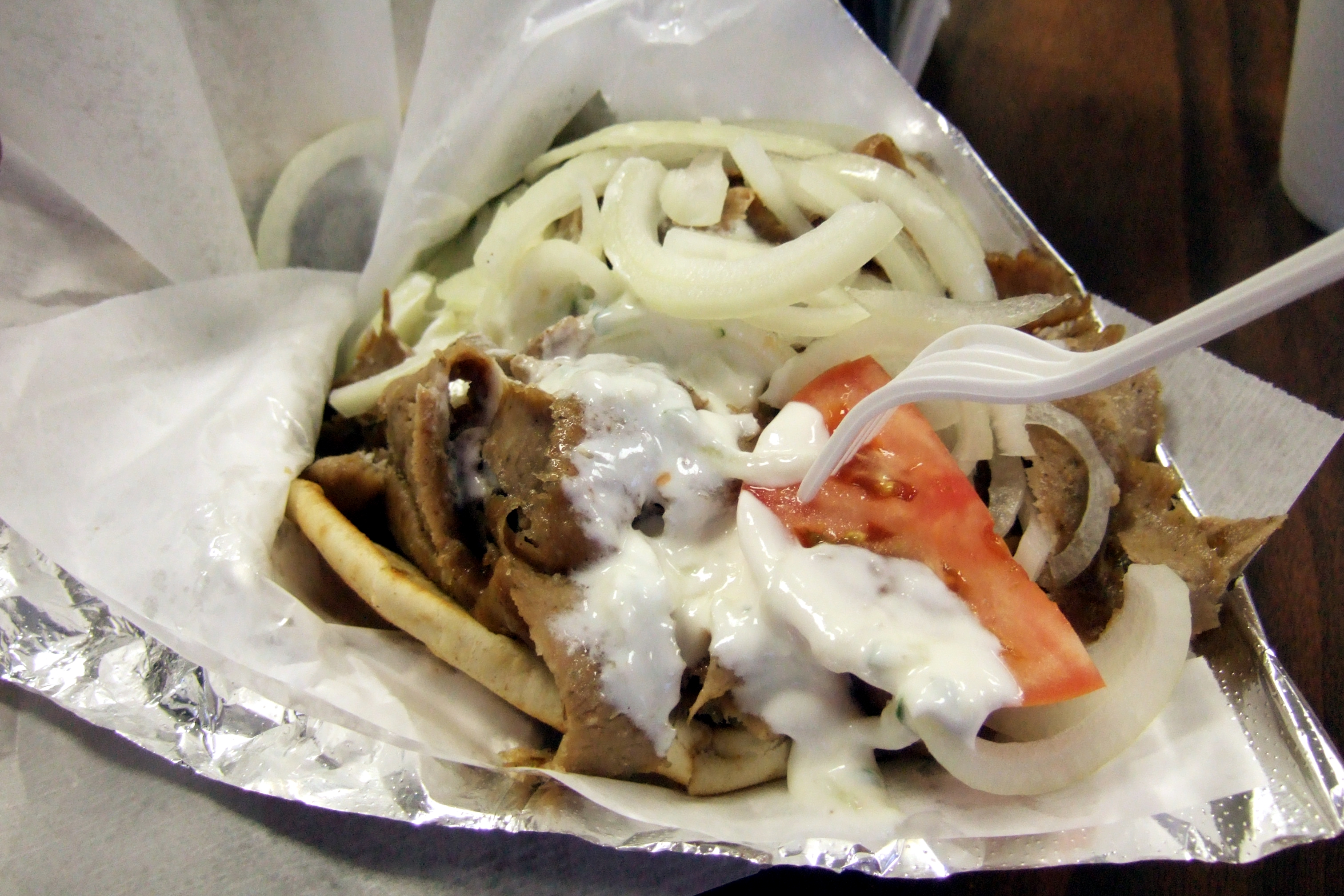
Girosz pitában

Görögország turizmusa a szigetekben gazdag, mediterrán tengerpartokon, a kultúrtörténeti (főleg ókori) kultúrán, illetve újabban a görögországi hegyvidékeken alapszik.
A 20. század első felében az ország bevételének fő forrását a mezőgazdasági termények exportja, a halászat és a külföldön élő görögök hazautalásai jelentették. A második világháborút követő fejlődést főként a turizmusra alapozták. A tercier szektor súlya kiemelkedő. A turisztikai szolgáltatásokból származó bevételek mintegy 20%-át teszik ki. Évente körülbelül 12 millió turista látogat el ide, főként európai országokból (Nagy-Britanniából és Németországból). A magyar turistáknak is az egyik legkedveltebb külföldi célpontja Görögország. A tengerpart, a csodálatos szigetvilág mellett az ókori Hellas emlékei vonzzák a legtöbb külföldi látogatót.
Görögország a nemzetközi turizmus egyik fellegváraként ismert, annak ellenére, hogy területének kicsisége miatt nem szerepel a világ vezető idegenforgalmi hatalmai között. A görög gazdaság meghatározó ágazata a turizmus, melyben 2003-ban 8%-ot tett ki a GDP egészéből. A külföldiek által leginkább Attika, ezen belül Athén a legkedveltebb. Ezt a szigetek üdülőturizmusa követi. Kréta, az Égei-tenger szigetei, a Ion (Jón)-szigetek, Makedónia és a Peloponnészosz-félsziget.

## Turisztikai régiók

### Attika

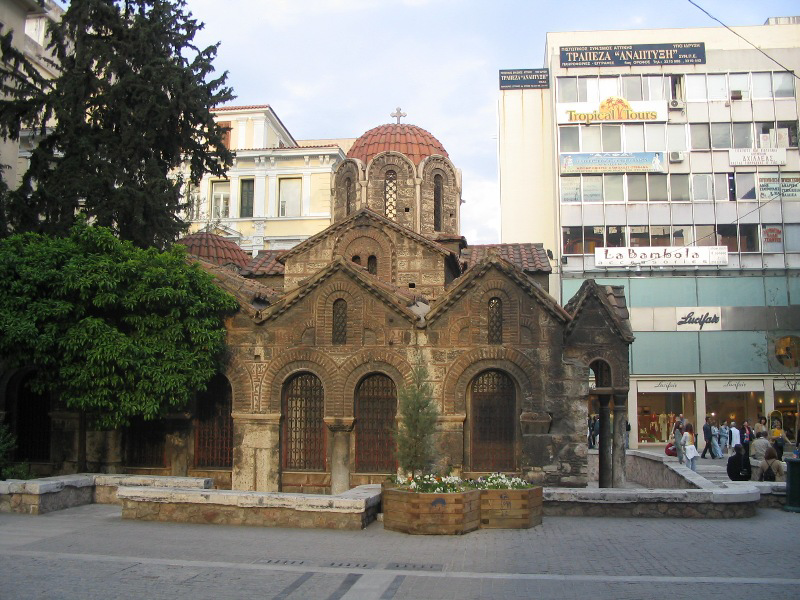
Athéni templom

Az ország leglátogatottabb régiója. Az elsődleges célpont, a történelmi főváros: Athén. A 3500 éves város gazdag az i. e. 5. századból való világhírű kultúrtörténeti emlékekben, épületekben. A mára már zsúfolt, modern metropolisz a konferenciaturizmus, az üzleti- és sportturizmus jelentős központja.
Turisztikai célok:
ókoriak
- Brauron, Marathon, Eleuszisz,

jelenkori
- Athén: Akropolisz
- Pireusz: a Földközi-tenger egyik legnagyobb személy- és teherforgalmi kikötője.
- Sounion: tengerparti nyaralóövezet.
- Thermopülai: a thermopülai csata emlékhelye, gyógyfürdő.
- Delphoi jósda:

### Peloponnészosz

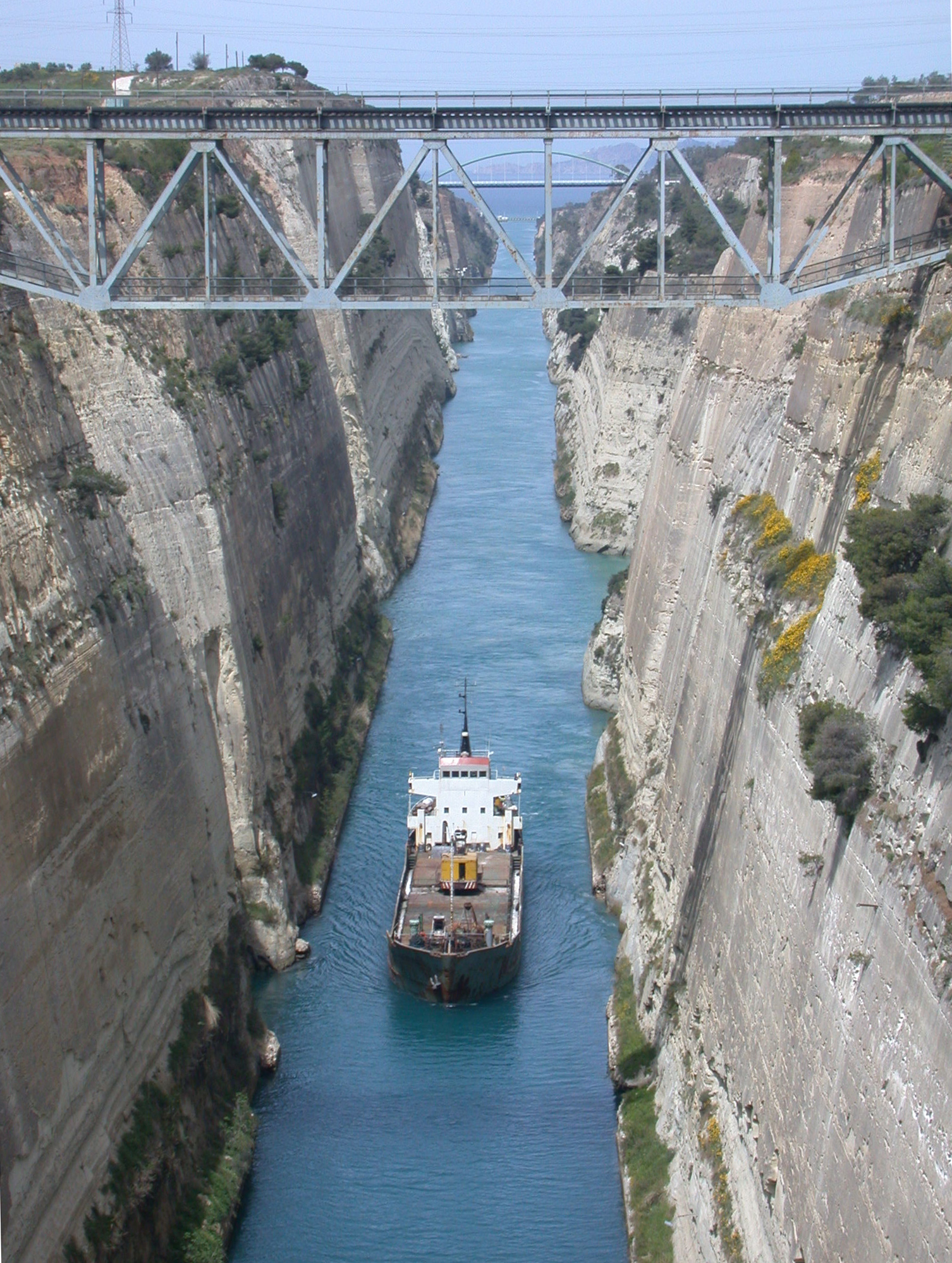
A Korinthoszi-csatorna képe

A Peloponnészosz-félsziget, a Korinthoszi-csatorna megépítésével, valójában sziget. Vonzereje a rendkívül gazdag kultúrtörténeti értékeiben rejlik.
Turisztikai célok:
- Epidaurosz
- Korinthosz: Apollón temploma.
- Mükéné
- Olümpia Az ókori olimpiai játékok színhelye illetve névadója
- Természeti vonzerejei pl.:Mithrász városa a Tajgetosz-hegységben
- Lousziosz-szurdok sziklafalain lévő kolostorok
- Spárta:Artemisz-szentély
- Misztrasz: Pantamasza kolostor
- Mani: Diru-barlangok

### Közép- és Nyugat-Görögország

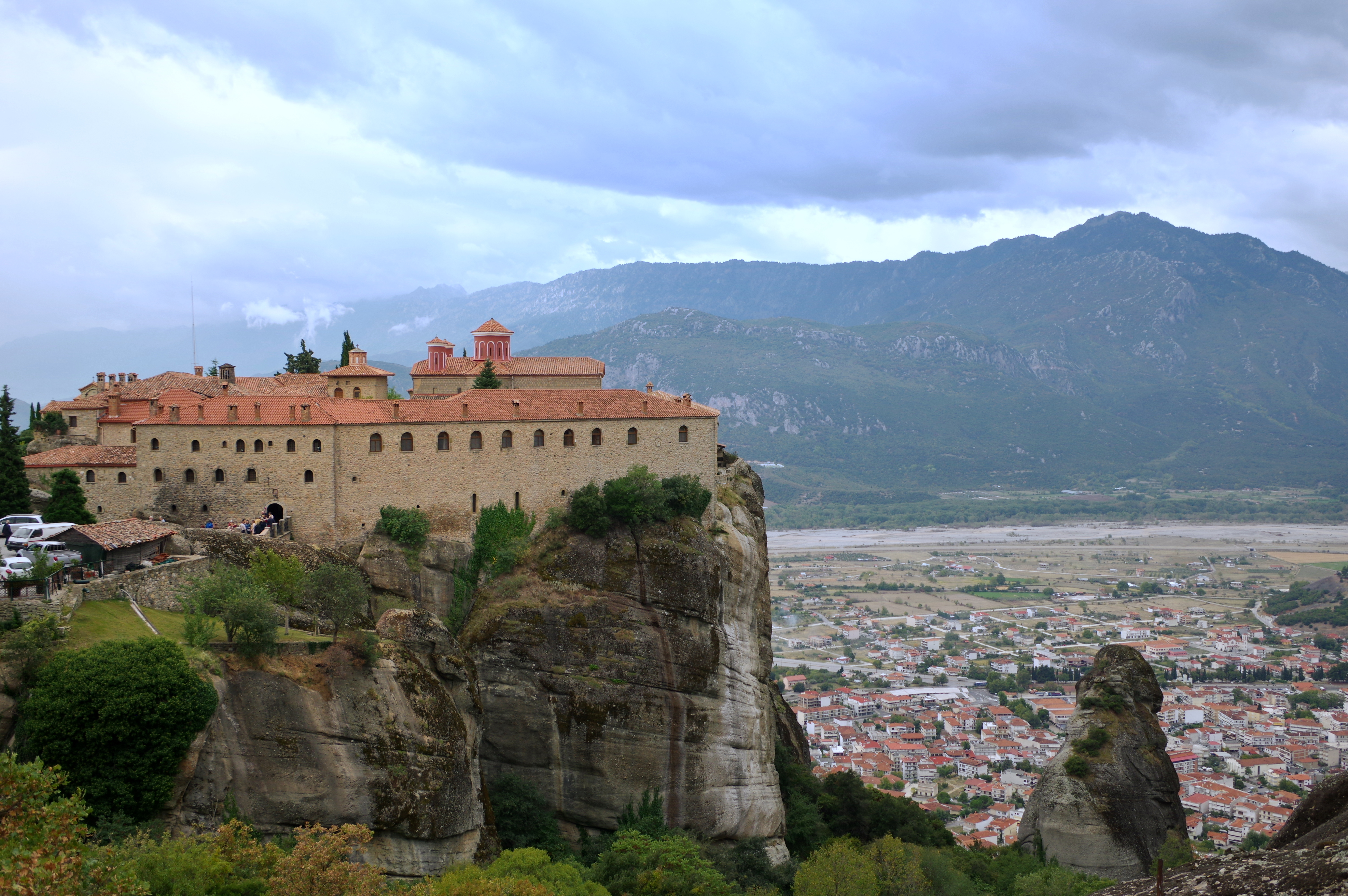
Agiosz Sztefanosz - kolostor a Meteorákban

A legváltozatosabb vonzerőkkel bíró régió. Üdülésre kiválóan alkalmas a tengerpartjai révén. Jelentős természeti vonzerők is találhatók itt. Dél-Görögországhoz képest kevés az ókori emlék, de itt is vannak világhírű emlékek: Delphoi, Théba
Turisztikai célok:
- Meteorák lebegő kolostorai,
- Pilion-félsziget
- Pindosz-hegység két nemzeti parkja

### Észak-Görögország
Ebben a régióban a görögországi összes vonzerő megtalálható: tengerparti üdülésre alkalmas, jelentősek a kultúrtörténeti emlékei és a viszonylag felfedezetlen természeti értékek is vannak. A magyar turisták is kedvelik a Halkidikí félszigetet.
Turisztikai célpontok:
- Szaloniki az ország második legnagyobb városa, ókori emlékei illetve bizánci építészet remekei is megtalálhatók. Fehér-torony, Arisztotelész tér, Bezeszteni, Yaudi Hamam fürdőház, Hamam bég fürdő, Hamzsa bég dzsámi, Szent Demeter bazilika, Ajia Szofia templom, Szent György templom, Galerius diadalív, Régészeti Múzeum.
- Athosz-hegy 20 kolostor található, ahová csak férfiak léphetnek be erősen limitált létszámban.
- Olimposz az istenek egykori lakóhelye, ma a magashegységi turizmust kedvelők célpontja.
- Preszpa-tó azökoturizmus színhelye.

### Kréta
A sziget a külföldi turisták legkedveltebb idegenforgalmi célpontja. Főleg strandjaival vonzza az üdülőket. A mészkő felszín változatos formái és az ókori emlékek is jelentős vonzó tényezők.
Kiemelt célpontok:
- Szamária szurdok
- Knósszosz romjai

### Jón-szigetek

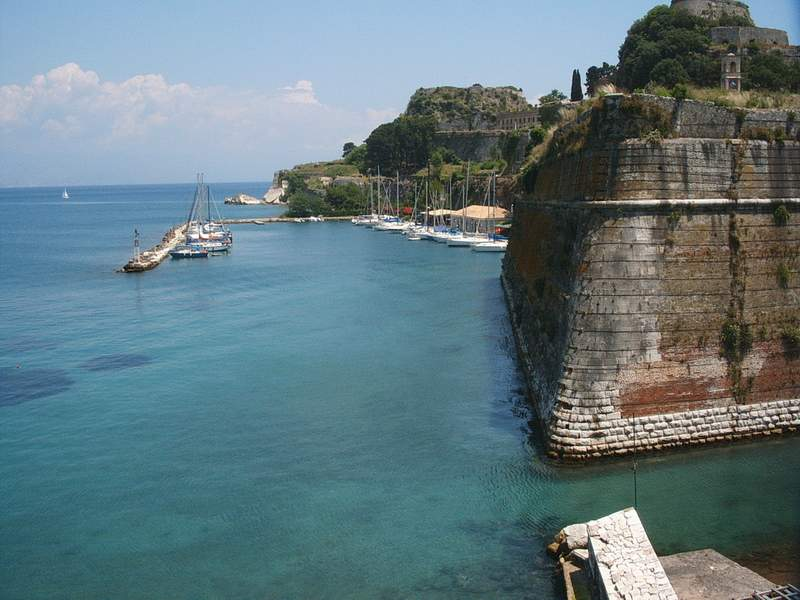
Az Öreg-erőd Korfu-szigetén

A Dinaridákhoz tartozó szigetek kellemes üdülőhelyek. A mediterrán éghajlat is fokozza szépségüket.
Üdülési célpontok:
- Korfu szigete a magyarok által leglátogatottabb,
- Zákinthosz, Keffallínia, Lefkász és Ithaki is egyre ismertebbek.
- A Hajóroncs-öböl az ország egyik legismertebb strandja

### Égei-szigetek

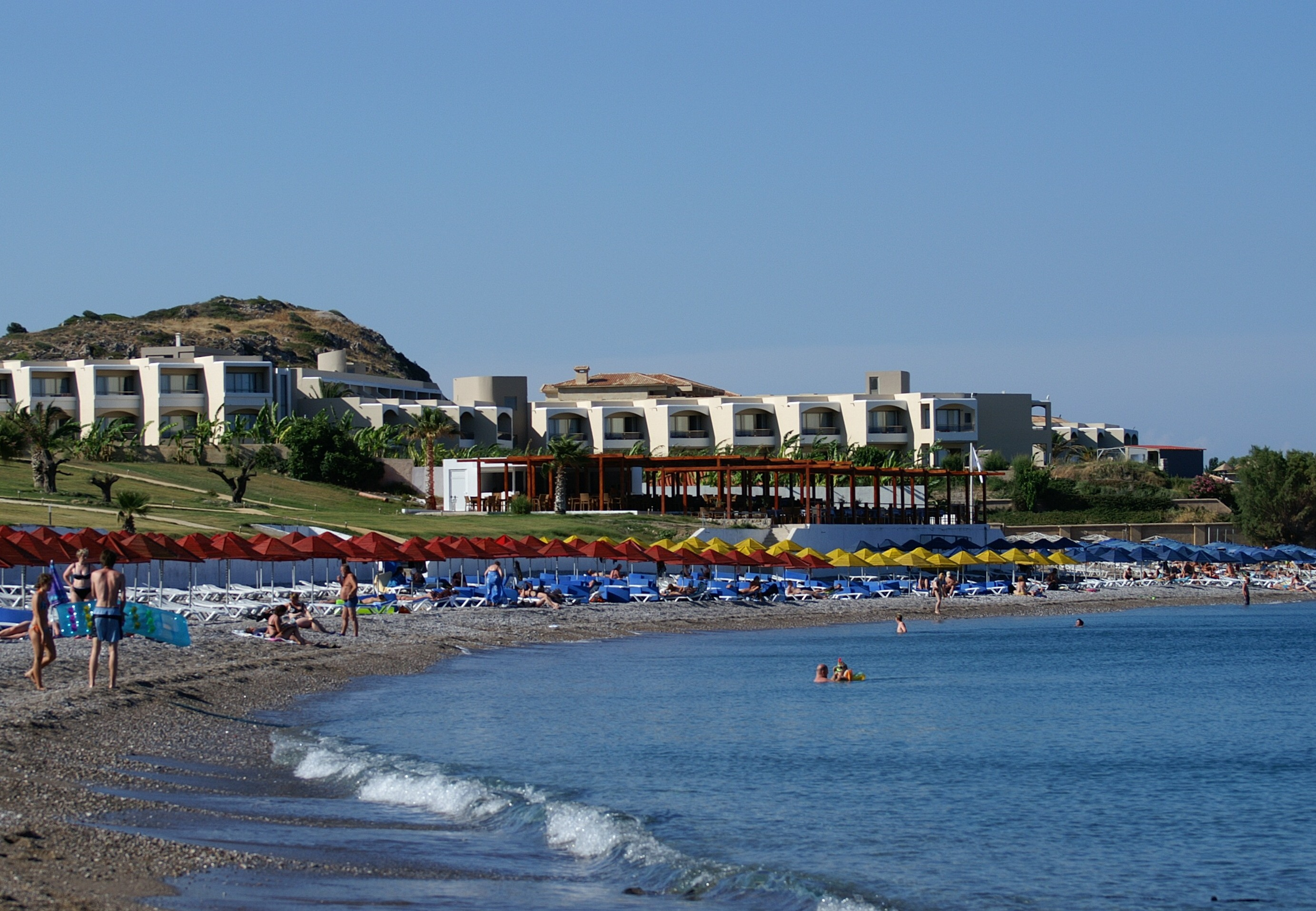
Rodosz szigeti tengerpart

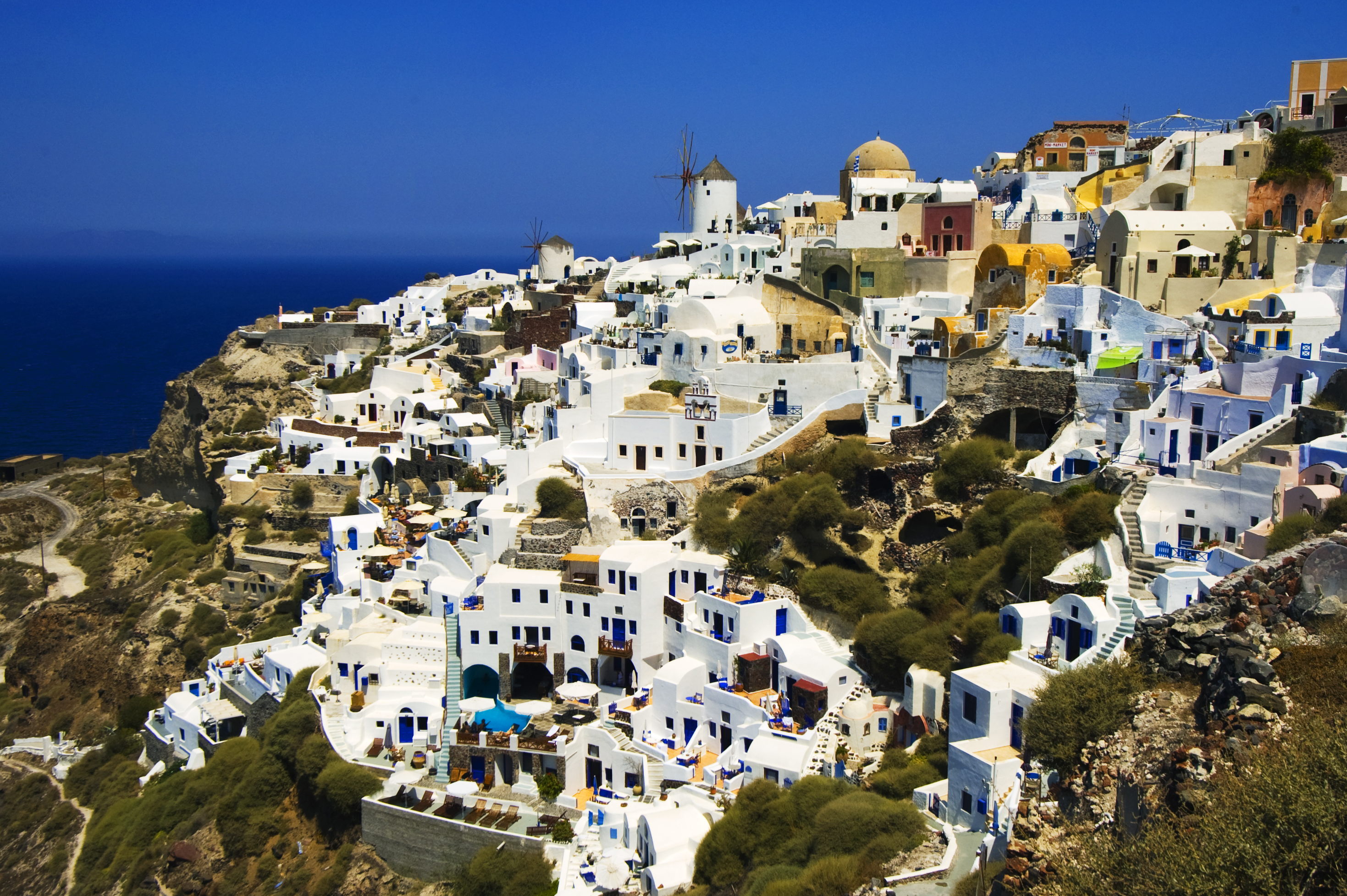
Oia - Santorini szigetén

A turisták az Égei-tenger apró szigeteire főképpen tengerparti üdülési céllal érkeznek.
Üdülési célpontok:
- Akrotiki romváros, amit vulkán kitörés pusztított el,
- Szantorin (Thira) az i.e. 1500 körül felrobbant hatalmas vulkán maradványaiból épült fel,
- Rodosz a legnagyobb sziget a török partokhoz közel. A magyar utazók közkedvelt úti célpontja.

További szigetek: Szamosz, Híosz, Ikara, Leszbosz, Límnosz, Szamothráki, Thászosz.

## Oltások
Javasolt oltások Görögországba utazóknak:
- Hepatitis A (alacsony a fertőzésveszély)
- Hepatitis B (alacsony a fertőzésveszély)

## Külső hivatkozások
- Sarti autóval Szerbia és Macedónia felé, autópályadíj
- Görög hangulat - szirtaki és más néptáncok és zenék
- Görögország - Zorba dala - szirtaki tánc bemutatása vendégeknek
- Görögország - a Világ Városai című oldalon
- Görögország - Ellada - Hellász
- https://web.archive.org/web/20081223032752/http://utazas.termekterkep.hu/gorogorszag.html